# Iłowiec (Rudki)
Iłowiec (deutsch Haugsdorf, früher Fuhlbeck, auch Polnisch Fuhlbeck) ist ein Teil der Landgemeinde (Gmina) Rudki (Hoffstädt) im Powiat Wałecki (Deutsch Kroner Kreis) der polnischen Woiwodschaft Westpommern.

## Geographische Lage
Das Dorf liegt im Netzedistrikt des ehemaligen Westpreußen, am Fluss Döberitz, etwa 20 Kilometer nordnordwestlich von Wałcz (Deutsch Krone) und 25 Kilometer westlich von Jastrowie (Jastrow).

## Geschichte

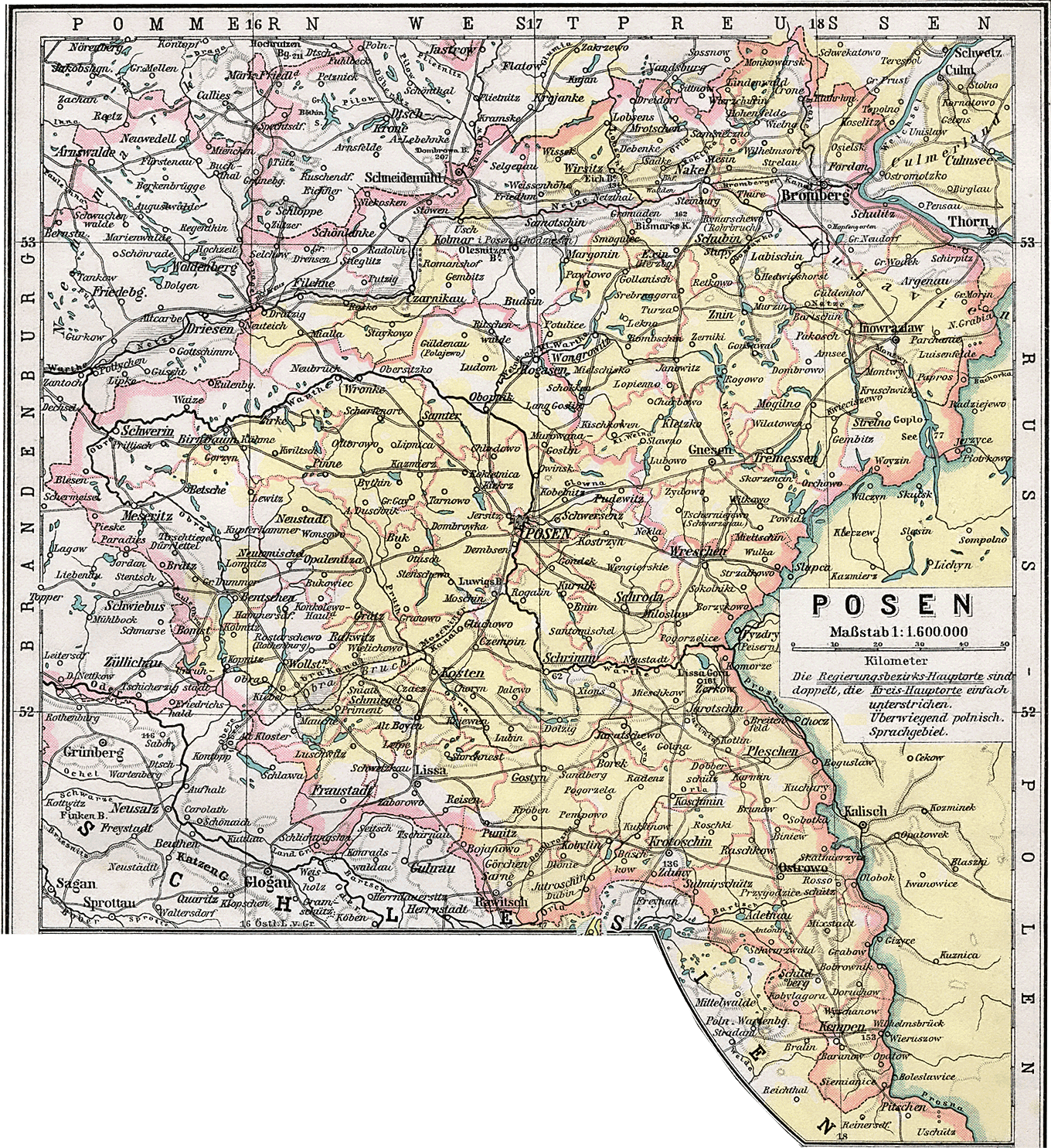
Polnisch Fuhlbeck (Poln.-Fuhlbeck), an der Döberitz, nordnordwestlich der Stadt Deutsch Krone und westlich der Stadt Jastrow (oberer Bildrand), auf einer Landkarte der Provinz Posen von 1905 (gelb markierte Flächen kennzeichnen Gebiete mit seinerzeit mehrheitlich polnischsprachiger Bevölkerung)

Die Grenzregion des Netzedistrikts, in der das Dorf liegt, hatte ursprünglich zum Herzogtum Pommern gehört, war vorübergehend unter polnische Herrschaft gelangt und dann an die Markgrafen von Brandenburg gekommen. Im Rahmen der Ersten Teilung Polen-Litauens wurde das Dorf 1772 zusammen mit dem Landkreis Deutsch Krone mit Preußen wiedervereinigt.
Die Ortschaft gehörte früher zur Herrschaft Friedland. Ältere Ortsbezeichnungen sind Fauelbeke (1617), Fulbek (1633), Wulbeck (1719), neupolnisch Wielboki. Der Name kommt aus dem Plattdeutschen und bedeutet ‚faules Gewässer‘. Im 18. Jahrhundert war eine freiherrliche Familie von Blanckenburg im Besitztum der Güter um Fuhlbeck mit Büssen und Dammlang. 1805 besaß das Dorf die bereits 1799 geadelte Familie von Busse, hier Andreas von Busse, dann sein Sohn August von Busse (1793–1842), Landschaftsrat, später Ritterschaftsrat. Das Gut, hier noch Fuhlbeck betitelt, war auf 36.575 Taler geschätzt worden. Fuhlbeck war auch einige Jahre im Besitztum der Uradelsfamilie von Unruh, schon zuvor via Heirat mit denen oben genannten von Blanckenburg verbunden. Vertreter des Adelsgeschlechts war Friedrich Christof von Unruh.
Um 1930 hatte die Gemeinde Haugsdorf elf Wohnplätze:
- Bahnhof Thurbruch
- Büssen
- Forsthaus Büssenheide
- Forsthaus Groß Zacharin
- Forsthaus Thurbruch
- Haugsdorf
- Neugut
- Schönhölzig
- Vorwerk Hansfelde
- Waldarbeitergehöft Groß Zacharin
- Waldarbeitergehöft Heidhof

Im Jahr 1945 gehörte Haugsdorf zum Landkreis Deutsch Krone im Regierungsbezirk Grenzmark Posen-Westpreußen der preußischen Provinz Pommern des Deutschen Reichs. Haugsdorf war Sitz des Amtsbezirks Haugsdorf.
Im Februar 1945 wurde Haugsdorf von der Roten Armee besetzt. Nach Beendigung der Kampfhandlungen wurde die Region seitens der sowjetischen Besatzungsmacht zusammen mit ganz Hinterpommern und der südlichen Hälfte Ostpreußens – militärische Sperrgebiete ausgenommen – der Volksrepublik Polen zur Verwaltung überlassen. Es wanderten nun Polen zu. Haugsdorf wurde unter der polnischen Ortsbezeichnung „Iłowiec“ verwaltet. Die einheimische Bevölkerung wurde von der polnischen Administration aus Haugsdorf vertrieben.

### Herrschaft Haugsdorf
Im 19. Jahrhundert bildete sich ein Majorat Haugsdorf heraus. Die 1836 mit Eduard Grabs (1803–1893) für Preußen nobilitierte briefadelige Familie als Grabs von Haugsdorf stammte ursprünglich aus Friedeberg am Queis und hatte zunächst sieben Jahre im schlesisch-sächsischen Haugsdorf Besitz. Eduard Grabs von Haugsdorf erwarb dann mehrere Güter im Landkreis Deutsch-Krone, u. a. Fuhlbeck. Aus diesen bildete er dann das Majorat Haugsdorf. Der Gutsherr war zweimal verheiratet, zuerst mit Luise Dreßler, dann nach der Scheidung standesgemäßer mit Auguste Mathilde von Unruh (1823–1909). Aus der zweiten Beziehung gingen die Haugsdorfer Gutserben hervor, zunächst Eduard Grabs von Haugsdorf als Fideikommissherr, Oberleutnant und Ehrenritter des Johanniterordens. Dann folgte wohl nur kurz sein jüngerer Bruder, der preußische Justizrat Emil Grabs von Haugsdorf (1851–1934), liiert mit der gebürtigen US-Amerikanerin Gottfrieda Holdorff (1868–1915), respektive umgehend ihr einziger Sohn, Dr. jur. Waldemar Grabs von Haugsdorf (1889–1930). Anfang der 1920er Jahre beinhaltete der Gutsbesitz der Herrschaft Haugsdorf mit den Rittergütern Haugsdorf und Dammlang, sowie die Gutsvorwerke Büssen, Hansfelde und Neuguth gesamt 3250 ha. Der Gutsbesitzer Waldemar Grabs von Haugsdorf war dreimal verheiratet, aus seiner zweiten kurzen Ehe mit Gabriele von Goldfuß, geschiedene Brandt, stammen die beiden Töchter und Zwillingsschwestern Ingeborg und Rosemarie Grabs von Haugsdorf, welche beide Anfang der 1940er Jahre in einem Stift in Altenburg (Thüringen) lebten. Die Schwester des Gutsherrn, Editha (1891–1975), hatte 1913 den späteren Oberregierungsrat Baurat Hartwig Ulrich von Both geheiratet und lebte in Berlin. Wer zu diesem Zeitpunkt den großen Besitz Haugsdorf betreute bleibt unerforscht. Nach dem Krieg heiratete Rosemarie Grabs von Haugsdorf viermal, zunächst Hans Ludolf von Kotze-Klein Oschersleben, dann Niko von Larisch, weiter José Frommhagen de Aguiar und zuletzt den Enkel des Politikers Wolfram von Richthofen und Neffen des GFM Ulf Freiherr von Richtofen, Manfred Freiherr von Richthofen-Barzdorf. Ab um 1930 begann die Familie Grabs von Haugsdorf mit der Umwandlung des Familienfideikommiss Haugsdorf in einer moderneren Form eines so genannten Schutzforstes. Dies spricht für die Sicherung des Gutes als Erbe für die Töchter des letzten Grundbesitzers.

### Demographie
| Jahr | Einwohner | Anmerkungen |
| ---- | --------- | --- |
| 1783 | –         | adliges Dorf und Vorwerk nebst Schneidemühle, im Netzedistrikt, Kreis Krone, sieben Feuerstellen (Haushaltungen)     |
| 1818 | 71        | Kirchdorf, adlige Besitzung                                                                                          |
| 1864 | 365       | Dorf und Vorwerk, darunter 361 Evangelische                                                                          |
| 1910 | 229       | am 1. Dezember, Gutsbezirk, davon 208 Evangelische und 21 Katholiken (sieben Einwohner mit polnischer Muttersprache) |
| 1925 | 183       | darunter 176 Evangelische und sieben Katholiken                                                                      |
| 1933 | 132       | [ 17 ] |
| 1939 | 107       | [ 17 ] |

## Kirche
Die Evangelischen der bis 1945 anwesenden Dorfbevölkerung gehörten zum evangelischen Kirchspiel Latzig.